# Milan Mráz
Milan Mráz (20. února 1939 Praha – 14. prosince 2010 Praha) byl český filosof, historik filosofie a překladatel, ředitel Filosofického ústavu AV ČR.

## Život
Protože nedostal doporučení ke studiu na gymnáziu, vystudoval průmyslovou školu a po maturitě v letech 1957–1972 pracoval ve stavebnictví. V letech 1966–1972 studoval externě na FF UK filosofii, latinu a řečtinu. Roku 1972 byl na základě konkurzu přijat do oddělení dějin filosofie tehdejšího Ústavu pro filosofii a sociologii ČSAV (později Filozofický ústav AV ČR), kde pak působil až do konce života. Doktorát získal v oboru klasická filologie prací Akolúthésis v Aristotelově logice v roce 1975, v roce 1982 pak obhájil kandidátskou práci K implikaci v Aristotelově logice. V letech 1990–1992 byl předsedou Vědecké rady FÚ a v letech 1992–2001 jeho ředitelem. Od roku 1993 pak působil i jako pedagog v Ústavu filosofie a religionistiky FF UK, kde přednášel především o antické filosofii a zvláště o Aristotelovi. V roce 2002 byl jmenován docentem UK v oboru filosofie.

## Dílo
Ve své odborné a badatelské činnosti se zaměřoval především na Aristotelovu filosofii a dále na aristotelismus v dějinách filosofie (zvl. pozdně středověké). Velmi se také zasloužil o překládání Aristotelových spisů do češtiny - připravil k vydání překlady několika spisů z pozůstalosti Antonína Kříže (např. Topiky, O sofistických důkazech, O vzniku a zániku, Malá přírodovědecká pojednání); sám také vytvořil nový překlad Poetiky, části Politiky a Porfyriova Úvodu k Aristotelovým Kategoriím. V poslední době pracoval na novém překladu Kategorií a Fyziky.

### Monografie
- K implikaci v Aristotelově logice. Praha: Academia, 1988.
- Smyslové vnímání a čas v Aristotelově filosofii. Praha: Filosofia, 2001. (Dostupné online)

### Studie
- Aristotelés a problém vztahů mezi jazykem a skutečností. AUC Philosophica et historica, 1977, č. 4. - Studia philosophica VI, s. 29-65.
- Aristotelés - poznání skutečnosti a skutečnost poznání. Filosofický časopis. 1978, r. XXVI, č. 6, s. 896-923.
- Commentarium Magistri Johannis Wenceslai de Praga super "De anima" Aristotelis (Der gegenwärtige Zustand der Forschungsarbeit). Mediaevalia Philosophica Polonorum. 1982, r. XXVI, s. 79-91. Česky: Komentář M. Jenka Václavova k Aristotelovu spisu "De anima". In: SVATOŠ, Michal (ed.). Mezinárodní vědecká konference "Doba Karla IV." v dějinách národů českých. Praha: UK, 1981, s. 53-73.
- Die Formulierungen der einzelnen Modi des kategorischen Syllogismus bei Aristoteles. Listy filologické. 1987, r. 110, č. 2, s. 76-86.
- Die grundlegenden Komponenten der Zeitanffassung bei Aristoteles. Eirene. 1989, r. XXVI, s. 59-73.
- Pojem "oikiá" v klasické řecké filosofii. Filosofický časopis. 1989, r. XXXVII, č. 5, s. 716-733.
- Fysis v I. knize Aristotelovy Politiky jako překladatelský problém. Filosofický časopis. 1998, r. XLVI, č. 4, s. 543-565.
- Das infinitum actuale in Arriagas Cursus Philosophicus. In: SAXLOVÁ, Tereza; SOUSEDÍK, Stanislav (ed.). Rodrigo de Arriaga - Philosoph und Theologe. Praha: Karolinum, 1998, s. 51-64. Česky: Problematika aktuálního nekonečna v Arriagově spisu "Cursus Philosophicus". Filosofický časopis. 1999, r. XLVII, č. 1, s. 15-29.
- Descartes a antická metafysika. In: SOBOTKOVÁ, Alena (ed.). Filosofické dílo René Descartesa - Soubor úvah z mezinárodní konference k 400. výročí narození René Descartesa. Praha: Filosofia, 1998, s. 19-36.

### Překlady
- Porfyriův Úvod k Aristotelovým Kategoriím. Filosofický časopis. 1970, r. XVIII, č. 6, s. 971-987. (překlad, úvod, poznámky)
- Aristotelés, Poetika. Praha: Oikúmené 2008. (nový překlad, vč. úvodní studie, komentáře a překladu anonymního Pojednání o komedii)
- Aristotelés, Politika I. Praha: Oikúmené 1999.
- Aristotelés, Politika II. Praha: Oikúmené 2004.